# Brock Coyle
Brock Coyle (Bozeman, 12 ottobre 1990) è un giocatore di football americano statunitense che gioca nel ruolo di linebacker per i San Francisco 49ers della National Football League (NFL). Al college ha giocato a football all'Università del Montana.

## Carriera
Dopo non essere stato scelto nel Draft NFL 2014, Coyle firmò coi Seattle Seahawks, riuscendo ad entrare nei 53 uomini del roster attivo per l'inizio della stagione regolare e debuttando come professionista nella gara della settimana 1 vinta contro i Green Bay Packers. Nella settimana 9 contro i Raiders disputò la prima gara come titolare in carriera al posto degli infortunati Bobby Wagner e Malcolm Smith. La sua stagione si concluse con 11 tackle in 15 presenze, due delle quali come titolare. Nella successiva scese a otto presenze e sei tackle.

### San Francisco 49ers
Nel 2017, Coyle firmò con i San Francisco 49ers.

## Palmarès

### Franchigia
- National Football Conference Championship: 1

Seattle Seahawks: 2014